# Skerdylaidas
Skerdylaidas (gr.: Σκερδιλαίδας, Skerdilaídas) (zm. 206 p.n.e.) – dowódca iliryjski, władca części królestwa Ardiajów w latach ok. 218–212 p.n.e., król królestwa Ardiajów od 212 p.n.e. do swej śmierci. Młodszy syn Pleuratosa II, króla Ardiajów.
W r. 230 p.n.e. zmarł starszy brat Agron na zapalenie płuc z powodu nadmiernego picia alkoholu po udanej wyprawie. Wówczas Teuta, wdowa po zmarłym, przejęła władzę nad krajem w imieniu małoletniego pasierba Pinnesa. Tego samego roku regentka wysłała ekspedycję na południe, by potraktowali każde terytorium greckie jako wrogie. Ilirowie spustoszyli równiny nadbrzeżne Elidy i Messenii, w drodze powrotnej przybyli do portu Fojnike, najbogatszego miasta Epiru. Tam wdali się w knowania z załogą celtyckich najemników, liczącą ośmiuset osób. Dzięki ich wsparciu zajęli miasto. Epiroci postanowili odzyskać miasto, ale bezskutecznie. Ilirowie wsparci pięciotysięczną armią, którzy przybyli drogą lądową, spustoszyli północny Epir. Epiroci postanowili poprosić o pomoc Związek Etolski i Związek Achajski. Wtedy niespodziewanie Teuta wydała rozkaz powrotu Ilirom, bowiem postanowiła walczyć przeciwko Dardanom. Skerdylaidas, dowódca iliryjski, zawarł rozejm z Epirotami. Według jej warunków ci mieli wykupić Fojnike i jej obywateli, a Ilirowie odpłynąć z niewolnikami i łupami. Ilirowie byli jedynymi zwycięzcami w tej wojnie. Stacjonując na wybrzeżu w okolicach Fojnike, atakowali italskie okręty handlowe, jednych Italików zabijając, a drugich uprowadzając w niewolę. Z powodu ich działalności pirackiej, Rzymianie postanowili zainterweniować, wysyłając posłów. Interwencja zakończyła się fiaskiem.
Rzymianie postanowili wówczas rozpocząć przygotowania do pierwszej wojny z Ilirią, nie starając się nawet ostrzec Ilirów przed nią. Teuta, nieświadoma rzymskich przygotowań do wojny, wysłała flotę, celem zdobycia Czarnej Korkyry wiosną 229 p.n.e. Pomimo początkowych sukcesów Ilirowie przegrali wojnę. Wiosną 228 p.n.e. doszło do rozpoczęcia negocjacji. Teuta postanowiła przyjąć rzymskie warunki: zapłacenie odszkodowania, wycofanie się, oprócz kilku okręgów w okolicach Rhizon, z Ilirii oraz nie wypływanie poniżej Lissos nie więcej niż z dwoma okrętami. Rzym zaś ze swej strony uznał Pinnesa, bratanka Skerdylaidasa, za króla okrojonego państwa Ardiajów i zaliczyli go do swych przyjaciół. Utworzyli także buforowe państwo Demetriusza z Faros. Ten, po Teucie, przejął władzę i opiekę nad małoletnim Pinnesem.
W r. 220 p.n.e. dwie eskadry piratów iliryjskich, dowodzone przez Demetriusza z Faros i Skerdylaidasa przyłączyły się do Etolów przeciwko sojusznikom macedońskim. Na początku najechały wybrzeża Achai i Messenii, po czym podzieliły się na dwie części. Eskadra Skerdylaidasa i armia eolska popłynęła zniszczyć Kynajthię, miasto arkadyjskie leżące w głębi lądu. Skerdylajdas czując się oszukany przy podziale łupów, postanowił przejść na stronę macedońską. Dzięki czemu uzyskał obietnicę corocznie otrzymywanego żołdu.
W tym czasie Demetriusz z Faros postanowił zerwać sojusz z Rzymem oraz poślubić Triteutę, matkę małoletniego Pinnesa. W ten sposób stał się ważnym sojusznikiem Ardiajów. Łamiąc ich układ zawarty z Rzymianami, wysłał okręty na południe od Lissos i oderwał Atintanów od protektoratu rzymskiego, gdy ci toczyli wojny z Galami. Dzięki czemu Ardiajowie uzyskali bezpośrednie połączenie komunikacyjne z Macedonią. Ich działania spowodowały wybuch drugiej wojny iliryjskiej. Zimą Filip V, król macedoński, zawarł sojusz z Ardiajami na tej zasadzie, że ci mieli wysłać 30 małych statków wojennych (lemboi) z floty Skerdylaidasa, by rozpoczęli działania wojenne przeciw Związkowi Etolskiemu w r. 219 p.n.e.
W r. 219 p.n.e. Filip V przemaszerował przez Epir, zdobył bazę morską Ambrakos, złupił zachodnie niziny Etolii oraz zdobył bazę morską Ojniadaj. Żadna armia eolska nie mogła sprostać sile jego wojsk. Dzięki czemu flota Skerdylaidasa miała przed sobą swobodę do działania. Gdy Macedończyk dowiedział się o zagrożeniu najazdem Dardanów, postanowił zawrócić do domu. W drodze spotkał Demetriusza z Faros, który poinformował go o zdobyciu Faros przez Rzymian. Ci bowiem w tajemnicy przygotowali flotę i zgromadzili armię, zapewne w tej samej wielkości co w czasie pierwszej wojny. Druga wojna iliryjska trwała krótko. Najważniejszym celem dla Rzymian było zapewne utwierdzenie swego protektoratu i zdobycie Faros. Rzymianie nie chcieli prowadzić dalszych działań wojennych przeciwko Skerdylajdasowi ani Ardiajom, prawdopodobnie przewidując przyszłą wojnę z Kartaginą.
Pod koniec maja 218 p.n.e. flota macedońska popłynęła na Kefalenię, gdzie połączyła się z flotą messeńską, akarnańską i epirocką oraz piętnastoma statkami wysłanymi przez Skerdylajdasa. Atak był skierowany przeciw Etolom. W r. 217 p.n.e. Skerdylajdas, zmieniając front z powodu niezapłaconego żołdu, wtargnął do Pelagonii, łupiąc jej jedno miasto. Następnie najechał Dassaretydę oraz zajął Antipatreję, leżącą blisko rzymskiego protektoratu. Po czym wyruszył na wschód, by spustoszyć część górnej Macedonii. Jesienią Filip V powrócił do kraju, po czym poprowadził armię do Dassaretydy i wyparł Skerdylaidasa z tych terenów. Rzymianie uznali Skerdylaidasa za sojusznika, pomimo łamania przez niego traktatu zakazującego Ilirom wypływania na południe od Lissos. Zimą Filip V zbudował flotę liczącą sto lemboi, zamierzając zdobyć Apollonię. Dowiadując się, że rzymska flota zamierza połączyć się ze Skerdylaidasem pod Apollonią, wycofał się. Skerdylaidas bowiem domyślając się planu Filipa, zwrócił się o pomoc do Rzymian.
Od r. 212 p.n.e. Skerdylaidas objął władzę nad całym królestwem Ardiajów. Rządził nim do swej śmierci w r. 206 p.n.e. Z nieznaną z imienia córką Amyndara, króla epirockich Atamanów, miał syna i następcę tronu, Pleuratosa III.